# كلاتة نو (درميان)
کلاتة نو (بالفارسية: کلاته نو) هي مستوطنة تقع في إيران في قسم درمیان الريفي. يقدر عدد سكانها بـ 12 نسمة .